# Liste des cathédrales d'Indonésie
Cet article recense les cathédrales d'Indonésie.

## Liste

### Province ecclésiastique de Ende

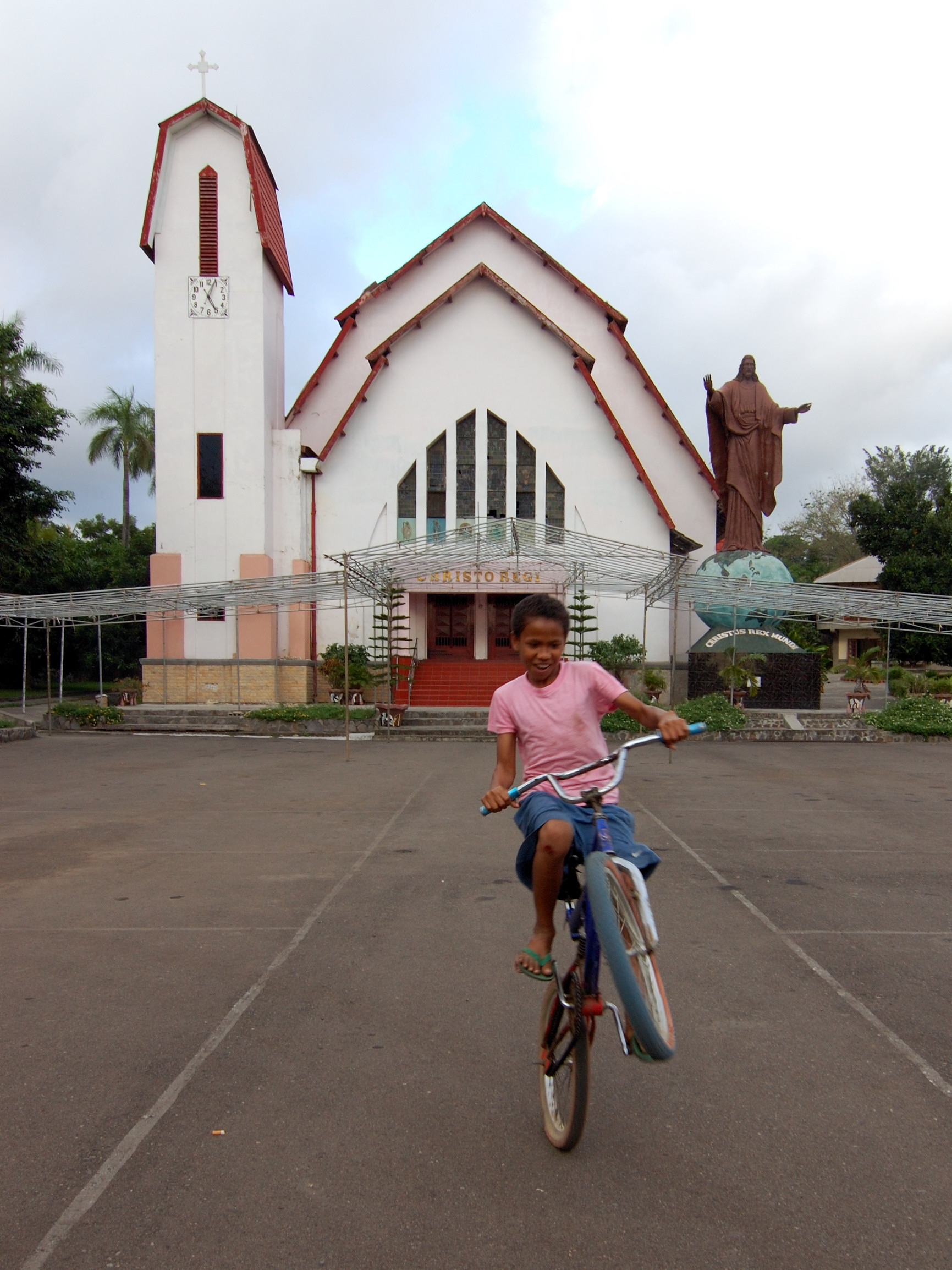
La cathédrale d'Ende

- Cathédrale du Christ Roi de l'archidiocèse d'Ende
- Cathédrale du Saint-Esprit du diocèse de Denpasar
- Cathédrale de la Reine du Rosaire du diocèse de Larantuka
- Cathédrale de Saint Joseph et Sainte Marie du diocèse de Ruteng

### Province ecclésiastique de Jakarta

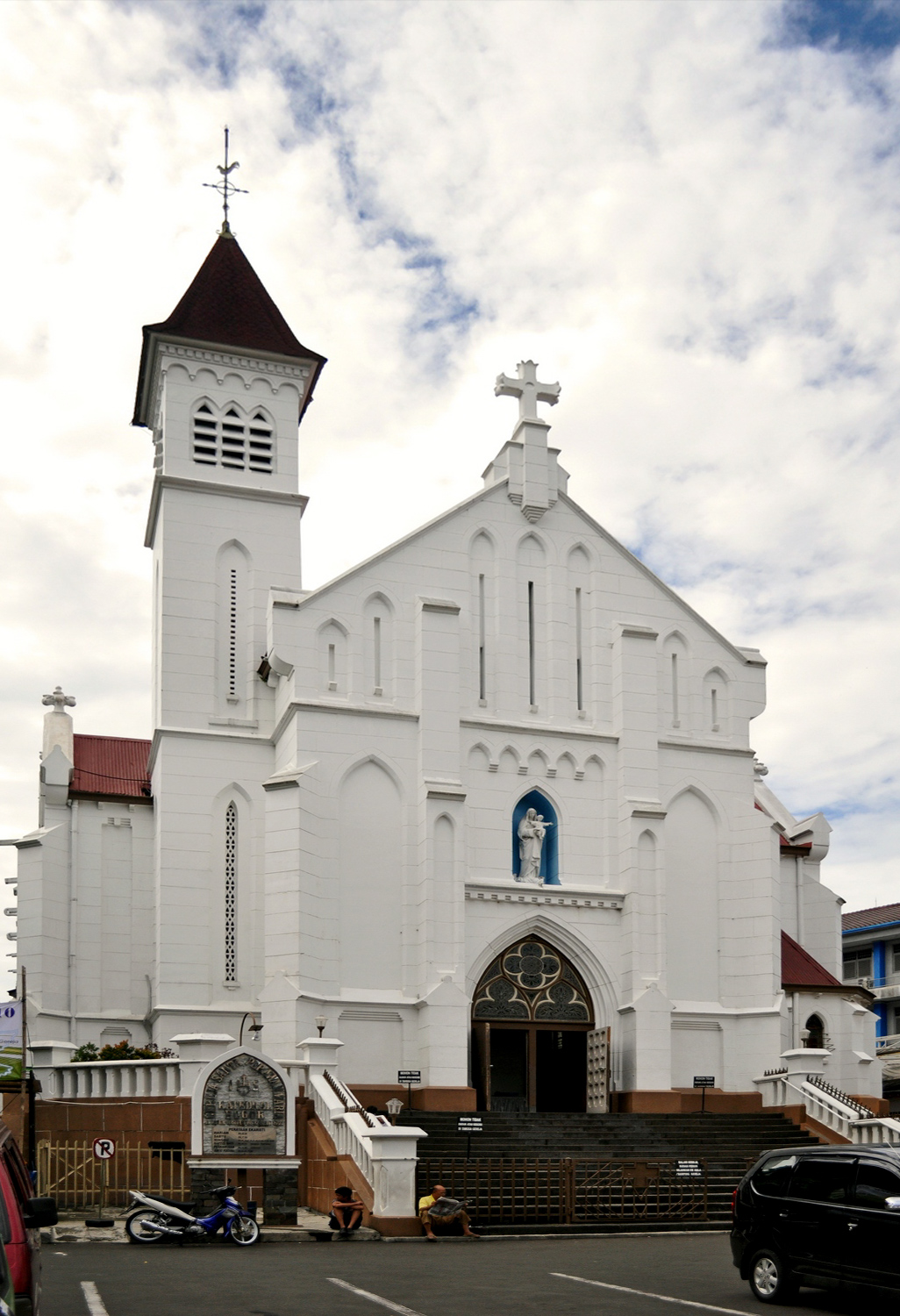
La cathédrale de Bogor.

- Cathédrale Sainte-Marie de Jakarta de l'archidiocèse de Jakarta
- Cathédrale Saint Pierre  du diocèse de Bandung
- Cathédrale de la sainte vierge Marie du diocèse de Bogor

### Province ecclésiastique de Kupang
- Cathédrale du Christ Roi de Kupang de l'archidiocèse de Kupang
- Cathédrale Sainte Marie Immaculée du diocèse d'Atambua
- Cathédrale du Saint Esprit du diocèse de Weetebula

### Province ecclésiastique de Makassar
- Cathédrale du Sacré-Cœur de Jésus de l'archidiocèse de Makassar
- Cathédrale Saint François-Xavier du diocèse d'Amboina
- Cathédrale du Sacré-Cœur de Jésus du diocèse de Manado

### Province ecclésiastique de Medan
- Cathédrale Saint Joseph de l'archidiocèse de Medan
- Cathédrale Sainte Theresia du diocèse de Padang
- Cathédrale Sainte Thérèse du diocèse de Sibolga

### Province ecclésiastique de Merauke
- Cathédrale Saint François-Xavier de l'archidiocèse de Merauke
- Cathédrale de la Sainte Croix du diocèse d'Agats
- Cathédrale du Christ Roi du diocèse de Jayapura
- Cathédrale Saint Augustin du diocèse de Manokwari-Sorong
- Cathédrale des Roi Mages du diocèse de Timika

### Province ecclésiastique de Palembang
- Cathédrale Saint Marie de l'archidiocèse de Palembang
- Cathédrale Saint Joseph du diocèse de Pangkal Pinang
- Cathédrale du Christ Roi du diocèse de Tanjungkarang

### Province ecclésiastique de Pontianak
- Cathédrale Saint Joseph de l'archidiocèse de Pontianak
- Cathédrale Sainte Gemma Galgani du diocèse de Ketapang
- Cathédrale du Sacré-Cœur de Jésus du diocèse de Sanggau
- Cathédrale du Christ Roi du diocèse de Sintang

### Province ecclésiastique de Samarinda

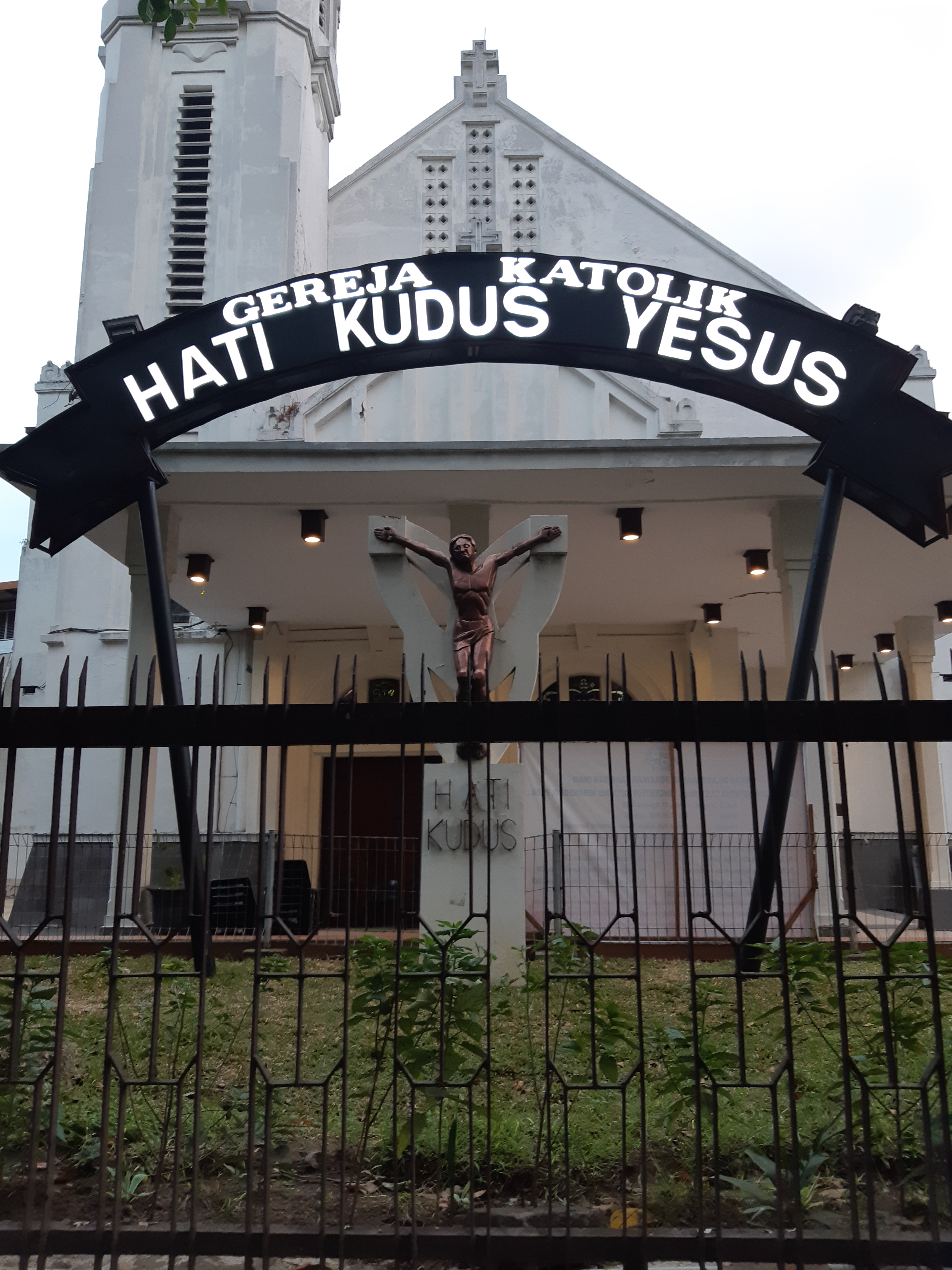
La cathédrale du Sacré Cœur de Jésus de Surabaya.

- Cathédrale Saint Marie de l'archidiocèse de Samarinda
- Cathédrale de la Sainte-Famille  du diocèse de Banjarmasin
- Cathédrale Saint Marie du diocèse de Palangkaraya
- Cathédrale Notre Dame de l'Assomption du diocèse de Tanjung Selor

### Province ecclésiastique de Semarang
- Cathédrale du Saint Rosaire de l'archidiocèse de Semarang
- Cathédrale Notre Dame du Mont Carmel du diocèse de Malang
- Cathédrale du Christ Roi du diocèse de Purwokerto
- Cathédrale du Sacré Cœur de Jésus du diocèse de Surabaya